# قطعنامه ۱۰۴۷ شورای امنیت
قطعنامه ۱۰۴۷ شورای امنیت سازمان ملل متحد که در تاریخ ۲۹ فوریه ۱۹۹۶ تصویب شد، سندی بین‌المللی دربارهٔ انتساب دادستان برای دادگاه بین‌المللی کیفری یوگسلاوی سابق و دادگاه بین‌المللی کیفری برای رواندا است. این قطعنامه طی نشست ۳۶۳۷ام با ۱۵ رای موافق، ۰ مخالف و ۰ ممتنع تصویب شد.